# 허삼관매혈기
<허삼관매혈기>는 위화의 중국 장편소설이다. 1996년에 출간됐으며, 중화인민공화국이 막 수립된 시기인 1950~1960년대의 베이징을 배경으로 한 이야기이다. 가족을 위해 피를 팔아 살아가는 한 남자의 인생을 그리고 있으며, 등장인물로는 허삼관, 허옥란, 일락이, 이락이, 삼락이 등이 있다. 허삼관매혈기를 통해 문화대혁명과 아버지의 사랑을 엿볼 수 있다. 국내에서는 하정우 주연의 허삼관으로 영화화됐다.
본 작품은 중국어 이외에도 한국어, 독일어, 이탈리아어 등을 포함하여 여러 언어로 번역되었다.